# 12e arrondissement de Hô Chi Minh-Ville
Pour les articles homonymes, voir 12e arrondissement.
Le 12e arrondissement (vietnamien : Quận 12) est un arrondissement urbain de Hô Chi Minh-Ville au Viêt Nam.

## Présentation
Le 12e arrondissement est situé au Nord-Ouest d'Hô Chi Minh-Ville, le long de la route nationale 1A.
Il est limité par le district de Hóc Môn au nord, le district de Thủ Đức et la province de Bình Dương à l'est, le district de Bình Tân à l'ouest et les districts de Tân Bình et de Gò Vấp au sud.
Le Quang Trung Software Park, Ho Chi Minh City (en) se trouve dans le district 12.
L'arrondissement se divise en 10 quartiers (phường) :
- An Phú Đông
- Đông Hưng Thuận
- Hiệp Thành
- Tân Chánh Hiệp
- Tân Thới Hiệp
- Tân Thới Nhất
- Thạnh Lộc
- Thạnh Xuân
- Thới An
- Trung Mỹ Tây

## Galerie

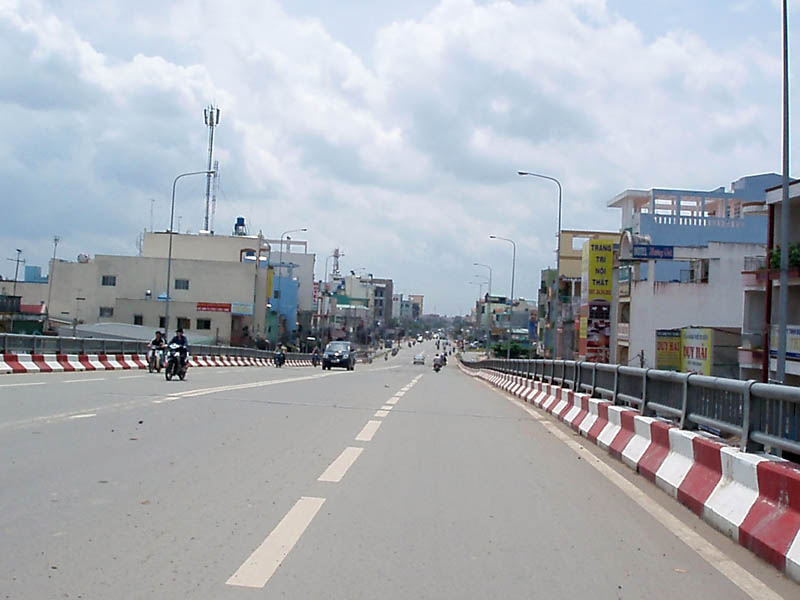